# Galium vassilczenkoi
Galium vassilczenkoi är en måreväxtart som beskrevs av Evgeniia Georgievna Pobedimova. Galium vassilczenkoi ingår i släktet måror, och familjen måreväxter. Inga underarter finns listade i Catalogue of Life.